# 国立疾病管理公衆衛生センター
国立疾病管理公衆衛生センター（こくりつしっぺいかんりこうしゅうえいせいセンター、グルジア語: დაავადებათა კონტროლისა და საზოგადოებრივი ჯანმრთელობის ეროვნული ცენტრი、英語: National Center for Disease Control and Public Health; NCDC）は、ジョージアの国立機関。ジョージア被占領地域出身国内避難民・労働・保健・社会問題省が管轄する。科学的根拠に基づく病気予防、公衆衛生に対する脅威への準備、そしてタイムリーな対応を通じて、ジョージアの国民の健康を守り、改善することを使命とする。

## 歴史
ジョージアに最初の医療研究機関が設立されたのは、1937年の黒死病対策ステーションであった。1992年には、特に危険な病原菌のための研究センターが設立された。1996年、ジョージア政府は国立疾病管理センターを設立。2003年から2007年にかけて大規模な再編が行われ、医学統計および公衆衛生局が加わった。2013年、リチャード・ルガー公衆衛生研究センターが傘下に入り、ルガー研究センターの所有する不動産は国立疾病管理公衆衛生センターに譲渡された。

## ルガー研究センター

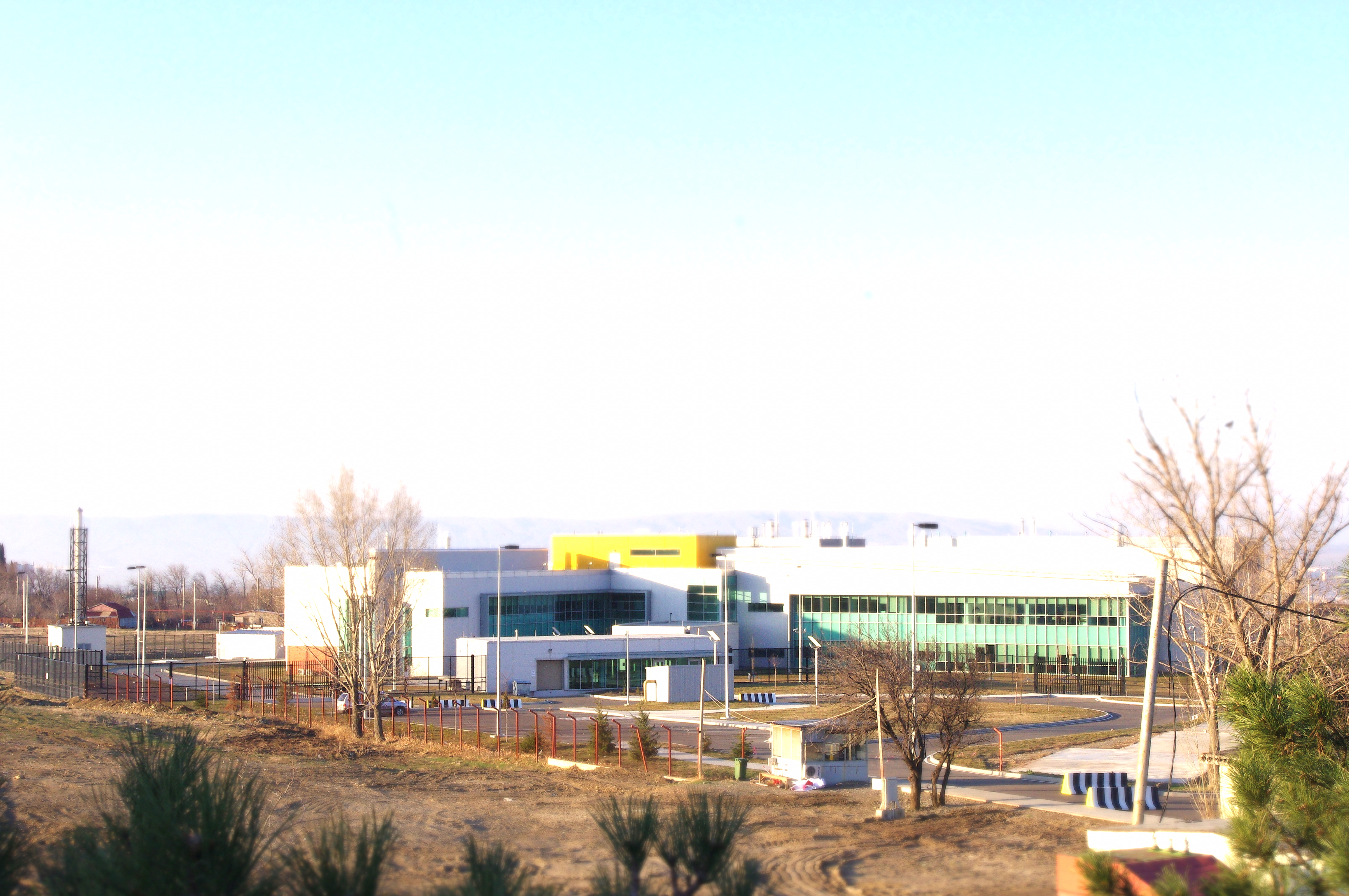
ルガー研究センター

リチャード・ルガー公衆衛生研究センターは、トビリシのカヘティ道路99番に位置する。実験室の面積は2,551平方メートル、総面積は8,000平方メートル。国立疾病管理公衆衛生センターと統合後、ルガー研究センターでは細菌学、血清学、分子生物学、ゲノムセンター、ウイルス学、寄生虫学、組織培養、昆虫学、飼育室について扱っている。また同センターの国立臨床実験室は世界保健機関によってポリオ、インフルエンザ、麻疹、風疹の研究機関として認定を受けている。長期的には世界保健機関と国際的ネットワークを構築し、侵襲性髄膜炎菌感染症、ロタウイルス、サルモネラ症、ジフテリア、マラリアに関する研究を行う共同センターを計画している。ルガー研究センターは、生物医学およびバイオセーフティの分野における科学的研究について、この地域で最高水準の拠点となっている。